# François Coppée
François Édouard Joachim Coppée (26. ledna 1842 Paříž – 23. května 1908 tamtéž) byl francouzský spisovatel, patřící ke generaci parnasistů a nazývaný „básník skromných“.

## Životopis
Narodil se v rodině Françoise Coppéa (1819–1906) a Theresy roz. Matagne (1818–1854). S manželkou Louisou roz. Pauport (1847–1916) měl syna Célina (1868–1895).
Absolvoval Lycée Saint-Louis a pracoval jako úředník ministerstva války a archivář v Comédie-Française. V roce 1884 získal desáté křeslo ve Francouzské akademii a v roce 1888 mu byl udělen Řád čestné legie. Od roku 1897 byl předsedou historické společnosti Société historique et archéologique de l'Essonne et du Hurepoix. Byl také členem Société des gens de lettres a klubu Hydropatů.
Ve své tvorbě se inspiroval životem prostých obyvatel velkoměsta, díky čtenářské přístupnosti byl ve své době značně oblíbeným autorem.[1] Jeho poezie je nesena v melancholickém tónu a vyznačuje se vytříbenou formou, často je v ní užíván alexandrín. Psal také povídky a divadelní hry, za drama Le Passant získal v roce 1869 Lambertovu cenu, v inscenaci Théâtre de l'Odéon excelovala začínající Sarah Bernhardtová.[2] Toto drama přepracoval i na libreto pro stejnojmennou operu Émila Paladilha (1872). Sociálně laděný román Le Coupable byl zfilmován v letech 1917 a 1936.
Sentimentalitu a patetičnost Coppéeovy tvorby parodoval literární kroužek zutistů, k němuž patřili Arthur Rimbaud nebo Charles Cros.
V politice zastával François Coppée konzervativní a nacionalistické postoje. V době Dreyfusovy aféry se spolu s Julesem Lemaîtrem angažoval v antisemitské organizaci Ligue de la patrie française. Na sklonku života se přiklonil ke katolické církvi.
Byla mu udělena Montyonova cena a Augierova cena. V pařížské Quartier de Javel je po něm pojmenována ulice rue François-Coppée.

## Dílo

### V češtině
- Stávka kovářů: dramatický výjev – přeložil J. J. Stankovský. Praha: Jaroslav Pospíšil, 1874
- Anděl Páně – přeložil Antonín Váňa. Praha: Jan Otto, 1893[4]
- Poklad: veršovaná veselohra v 1 jednání – přel. Jaroslav B. Branický: Praha: I. L. Kober, 1882
- Z malého světa – přeložili Ladislav Arietto a Václav Černý. Praha: J. R. Vilímek, 1885
- Poesie – přeložil Ladislav Tesař. Praha: František Šimáček, 1886[5]
- Poutník: jednoaktová komedia ve verších – přeložil Antonín Váňa. Praha: vlastním nákladem, 1892
- Olivier: báseň – přeložil Antonín Váňa. Praha: J. Otto, 1894[6]
- Svěcené kočičky a jiné novelky – přeložil Pavel Projsa. Praha: F. Šimáček, 1895
- Povídky – přeložil Pavel Projsa. Praha: Edvard Gregr, 1896[7] — Praha: J. Otto, 1899[8]
- Vinník – přeložil Jan J. Benešovský-Veselý. Praha: J. R. Vilímek, 1898[9]
- Stávka kovářů: solo výjev – nově přeložil a příteli Františku Novákovi věnuje Josef Šváb. Praha: J. Šváb, 1898
- Poctivý zločinec – přel. Pavel Projsa; ilustrace Josef Ullrich. Praha: J. Otto, 1899
- Mládí – přeložila Eliška Řeháková. Praha: Máj, 190-?
- Stříbrný náprstek a jiné povídky – přeložila M. Roubalová. Praha: J. Otto, 1900
- Henrietta – přeložila Eliška Řeháková. Praha: J. Otto, 1900[10]
- Skýva chleba – in: 1000 nejkrásnějších novel... č. 21, úvod František Sekanina, přeložil Jarka Nevole, s. 25–42. Praha: J. R. Vilímek, 1912
- Mateo Falcone – Prosper Mérimée. Le Nez Gelé = Umrzlý nos – Alexandre Dumas. Morte en Mer = Utonulá v moři – François Coppée; uspořádal, přeložil a přepsal František Malota. Holešov: F. Malota, František Šídlo, Jan Konečný,1918
- Skýva chleba a jiné = [Twenty new tales] – přeložil Ladislav Rašín. Praha: Bedřich Stýblo, 1920